# Wayne Simpson
Wayne Simpson (* 19. November 1989 in Fort Gordon, Georgia) ist ein US-amerikanischer Eishockeyspieler, der zuletzt bis zum Ende der Saison 2024/25 beim ERC Ingolstadt aus der Deutschen Eishockey Liga (DEL) unter Vertrag gestanden und dort auf der Position des rechten Flügelstürmers gespielt hat. Zuvor absolvierte Simpson mehr als 300 Spiele in der American Hockey League (AHL).

## Karriere

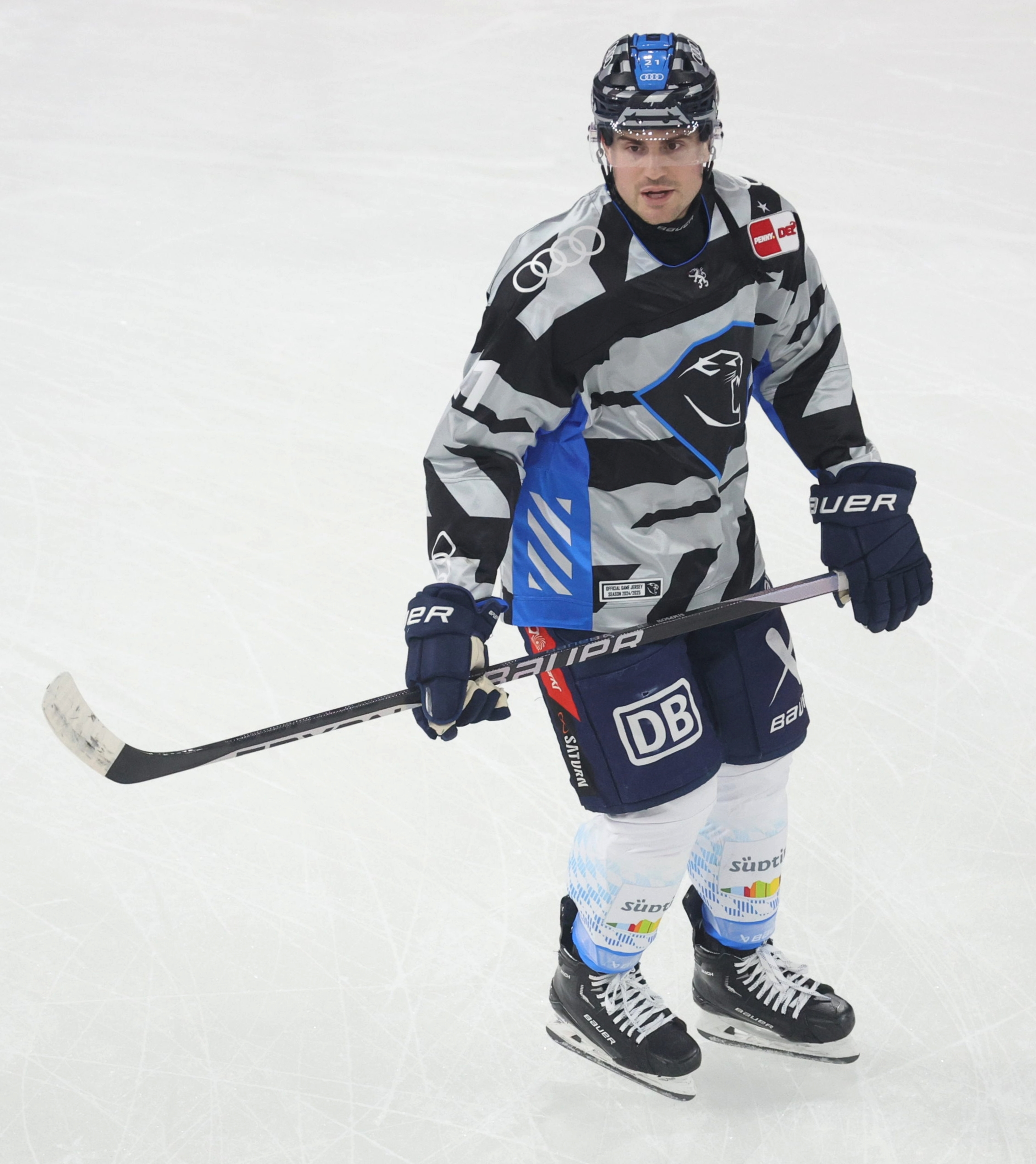
Simpson im Trikot des ERC Ingolstadt (2024)

Simpson spielte zusammen mit seinem Bruder John in den Eishockeymannschaften der Schulen, welche sie besuchten. So war er in seiner High-School-Zeit für die Lawrence Academy und während seiner College-Zeit – er studierte Betriebswirtschaftslehre – für das Union College aktiv. Das Eishockeyteam dieser Schule wird als Union Dutchmen bezeichnet. Dabei konnte er in beiden Mannschaften in einigen Spielzeiten der punktbeste Spieler seines Teams werden. Mit dem Union College gewann er in den Spielzeiten 2011/12 sowie 2012/13 jeweils die Meisterschaft der ECAC Hockey, wobei er 2012/13 der Topscorer seines Teams war.
Daraufhin erhielt er ein Angebot von den South Carolina Stingrays aus der ECHL, für die er die folgenden beiden Spielzeiten aktiv war. Sowohl in der Saison 2013/14, als auch 2014/15 war er dabei jeweils zweitbester Scorer seines Teams. Er gewann mit den Stingrays das Eastern-Conference-Finale 2014/15 und unterlag im Finale um den Kelly Cup den Allen Americans erst im siebten und letzten Spiel der Serie. Dabei stellte Simpson mit 38 erreichten Punkten einen neuen ECHL-Punkte-Rekord in den Playoffs auf.
Damit konnte er sich für die leistungsstärkere American Hockey League (AHL) empfehlen und unterzeichnete für die Spielzeit 2015/16 einen Vertrag bei den Portland Pirates. Insgesamt war er die folgenden vier Spielzeiten in der AHL aktiv und konnte, bis auf das erste Jahr, immer mehr als 40 Scorerpunkte für seine Mannschaften in der Hauptrunde erzielen. In der Saison 2016/17 erreichte er mit den Providence Bruins das Eastern-Conference-Finale. Zur Saison 2017/18 erhielt er von den Washington Capitals einen sogenannten Zwei-Wege-Vertrag, der auch ein Jahresgehalt für mögliche NHL-Einsätze festlegte. Simpsons lief in diesem Jahr ausschließlich für den AHL-Vertreter der Capitals, die Hershey Bears, auf. Bei der folgenden AHL-Station, den Rochester Americans, in der Spielzeit 2018/19 wurde neben seiner Verteidigungsarbeit, die er als rechter Flügelstürmer  ausführte, auch seine kluge Spielweise gelobt, da er trotz seines hohen Einsatzes in seiner Karriere keine längere Spielpause aufgrund von Verletzungen hatte.
Für die Spielzeit 2019/20 nahm er ein Angebot des ERC Ingolstadt an und wechselte erstmals in seiner Karriere nach Europa in die Deutsche Eishockey Liga (DEL). In seiner ersten DEL-Saison avancierte Wayne Simpson dabei zu einem der punktbesten Spieler der Liga, so dass sein Vertrag schon während der Spielzeit verlängert wurde. Am Ende der Hauptrunde war er mit 56 Punkten DEL-Topscorer. Im Frühjahr 2023 wurde er mit dem ERCI Vizemeister. Nach insgesamt sechs Jahren in Ingolstadt erhielt der Kanadier nach der Saison 2024/25 keinen neuen Vertrag.

## Erfolge und Auszeichnungen
| - 2012 Whitelaw-Cup-Gewinn mit dem Union College - 2013 Whitelaw-Cup-Gewinn mit dem Union College - 2015 Topscorer der ECHL-Playoffs | - 2020 Topscorer der DEL-Hauptrunde - 2023 Deutscher Vizemeister mit dem ERC Ingolstadt |

## Karrierestatistik

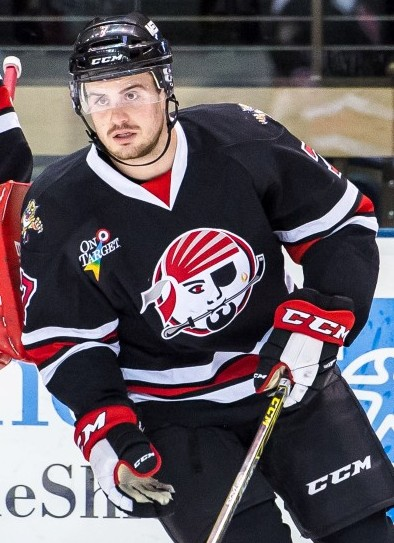
Simpson als Spieler der Portland Pirates (2015)

Stand: Ende der Saison 2024/25
(Legende zur Spielerstatistik: Sp oder GP = absolvierte Spiele; T oder G = erzielte Tore; V oder A = erzielte Assists; Pkt oder Pts = erzielte Scorerpunkte; SM oder PIM = erhaltene Strafminuten; +/− = Plus/Minus-Bilanz; PP = erzielte Überzahltore; SH = erzielte Unterzahltore; GW = erzielte Siegtore; 1 Play-downs/Relegation; Kursiv: Statistik nicht vollständig)